# Toyoda Gosei Trefuerza 2013-2014
Questa voce raccoglie le informazioni riguardanti i Toyoda Gosei Trefuerza nella stagione 2013-2014.

## Stagione
I Toyoda Gosei Trefuerza partecipano alla stagione 2013-14 senza alcuna denominazione sponsorizzata.
Ottengono un quinto posto in V.Premier League, mancando l'accesso ai play-off scudetto. Raggiungono poi i quarti di finale sia in Coppa dell'Imperatore che al Torneo Kurowashiki, eliminati rispettivamente dai Suntory Sunbirds e dai JT Thunders.

## Organigramma societario
Area direttiva
- Presidente: Matsune Mizukawa

Area tecnica
- Allenatore: Anders Kristiansson
- Assistente allenatore: Kazushi Masunari, Per-Erik Dalqvist

## Rosa
| N° | Nome             | Ruolo | Data di nascita   | Nazionalità sportiva |
| -- | ---------------- | ----- | ----------------- | -------------------- |
| 1  | Takaaki Inoue    | S     | 26 aprile 1984    | Giappone             |
| 2  | Tetsu Yamachika  | C     | 1º ottobre 1990   | Giappone             |
| 3  | Kenta Shigemura  | P     | 3 febbraio 1987   | Giappone             |
| 4  | Takuya Takamatsu | S     | 8 gennaio 1988    | Giappone             |
| 5  | Issei Maeda      | P     | 22 settembre 1991 | Giappone             |
| 6  | Hirotaka Kon     | C     | 9 marzo 1988      | Giappone             |
| 7  | Naoya Shiraiwa   | S     | 15 febbraio 1990  | Giappone             |
| 8  | Leonardo Mello   | O     | 27 aprile 1976    | Brasile              |
| 9  | Iori Kato        | C     | 28 aprile 1987    | Giappone             |
| 10 | Koichiro Koga    | L     | 30 agosto 1984    | Giappone             |
| 11 | Takuyaki Fukatsu | S     | 9 novembre 1988   | Giappone             |
| 12 | Shohei Uchiyama  | P     | 1º novembre 1987  | Giappone             |
| 13 | Hideaki Okamoto  | S     | 20 dicembre 1983  | Giappone             |
| 14 | Kazuki Hatashi   | C     | 2 ottobre 1985    | Giappone             |
| 15 | Yusuke Kurosawa  | S     | 24 gennaio 1992   | Giappone             |
| 17 | Keizo Sasaki     | O     | 22 maggio 1989    | Giappone             |
| 18 | Marcos Sugiyama  | S     | 16 novembre 1973  | Giappone             |
| 19 | Taichirō Koga    | L     | 4 ottobre 1989    | Giappone             |
| 21 | Chris Hosonaka   | C     | 25 maggio 1991    | Giappone             |

## Statistiche

### Statistiche di squadra
| Competizione          | Punti | In casa | In casa | In casa | In trasferta | In trasferta | In trasferta | Totale | Totale | Totale |
| Competizione          | Punti | G       | V       | P       | G            | V            | P            | G      | V      | P      |
| --------------------- | ----- | ------- | ------- | ------- | ------------ | ------------ | ------------ | ------ | ------ | ------ |
| V.Premier League      | 30    | ?       | ?       | ?       | ?            | ?            | ?            | 28     | 15     | 13     |
| Coppa dell'Imperatore | -     | -       | -       | -       | -            | -            | -            | 2      | 1      | 1      |
| Torneo Kurowashiki    | -     | -       | -       | -       | -            | -            | -            | 4      | 2      | 2      |
| Totale                | -     | ?       | ?       | ?       | ?            | ?            | ?            | 34     | 18     | 16     |

G = partite giocate; V = partite vinte; P = partite perse

### Statistiche dei giocatori
| Giocatore    | V.Premier League | V.Premier League | V.Premier League | V.Premier League | V.Premier League |
| Giocatore    | P                | PT               | AV               | MV               | BV               |
| ------------ | ---------------- | ---------------- | ---------------- | ---------------- | ---------------- |
| T. Fukatsu   | 0                | 0                | 0                | 0                | 0                |
| K. Hatashi   | 16               | 46               | 34               | 12               | 0                |
| C. Hosonaka  | 2                | 0                | 0                | 0                | 0                |
| T. Inoue     | 28               | 17               | 12               | 5                | 0                |
| I. Kato      | 22               | 16               | 10               | 6                | 0                |
| K. Koga      | 28               | 0                | 0                | 0                | 0                |
| T. Koga      | 0                | 0                | 0                | 0                | 0                |
| H. Kon       | 28               | 236              | 168              | 57               | 11               |
| Y. Kurosawa  | 4                | 0                | 0                | 0                | 0                |
| I. Maeda     | 1                | 0                | 0                | 0                | 0                |
| L. Mello     | 28               | 546              | 476              | 50               | 20               |
| H. Okamoto   | 28               | 61               | 49               | 4                | 8                |
| K. Sasaki    | 24               | 0                | 0                | 0                | 0                |
| K. Shigemura | 27               | 1                | 0                | 1                | 0                |
| N. Shiraiwa  | 25               | 236              | 208              | 20               | 8                |
| M. Sugiyama  | 27               | 27               | 23               | 2                | 2                |
| T. Takamatsu | 28               | 502              | 443              | 22               | 37               |
| S. Uchiyama  | 28               | 53               | 7                | 41               | 5                |
| T. Yamachika | 20               | 87               | 66               | 19               | 2                |

P = presenze; PT = punti totali; AV = attacchi vincenti; MV = muri vincenti; BV = battute vincenti

NB: Non sono disponibili i dati relativi alla Coppa dell'Imperatore, al Torneo Kurowashiki e di conseguenza quelli totali